# Out of Time (The Rolling Stones)
Out of Time è un brano musicale del gruppo rock britannico The Rolling Stones, pubblicato dalla Decca Records il 15 aprile 1966 all'interno dell'album Aftermath (versione UK). Nel 1967 negli Stati Uniti ne venne pubblicata una versione alternativa, più corta, nell'album compilation Flowers.
Infine, una terza versione della canzone fu inclusa nella compilation Metamorphosis del 1975 e pubblicata come singolo estratto dall'album. Quest'ultima versione è particolare in quanto abbina la traccia strumentale di una reinterpretazione del pezzo ad opera di Chris Farlowe (1º posto in Gran Bretagna nel luglio 1966), a una seconda voce solista di Mick Jagger, diversa da quella inclusa nella versione del brano in Aftermath, appositamente incisa all'epoca come traccia guida per la versione di Farlowe, prodotta dallo stesso Jagger e da Andrew Loog Oldham.

## Il brano
La canzone fu scritta da Mick Jagger e Keith Richards. Jagger ne produsse una versione particolare per Chris Farlowe, artista della Immediate. La prima versione comparve nell'album Aftermath (versione britannica) del 1966 con una durata di 5 minuti e 37 secondi, impreziosita da una parte di marimba suonata da Brian Jones. La versione inserita nella raccolta per il mercato statunitense Flowers del 1967 era, invece, accorciata a 4 minuti e 41 secondi. Nel 1975 il brano fu inserito nella compilation Metamorphosis, ma si trattava, in realtà, della base orchestrale della cover di Chris Farlowe con l'aggiunta della voce di Mick Jagger (e di un nuovo coro femminile di sottofondo). Il singolo, fortemente voluto da Allen Klein, all'epoca ex manager dei Rolling Stones, raggiunse la posizione numero 45 delle classifiche britanniche.

## Cover
Il brano acquisì popolarità grazie alla reinterpretazione del cantante britannico Chris Farlowe, il cui singolo (Lato B: Baby Make It Soon), prodotto da Jagger, raggiunse il vertice della UK Singles Chart il 28 luglio 1966 per poi rimanervi una settimana. 
Tra le altre cover si segnalano quella dei Ramones, che la inserirono nel disco di cover Acid Eaters del 1993, e quella di Giuliano Palma & the Bluebeaters, il cui riadattamento del brano in chiave ska/reggae fa parte dell'album dal vivo The Wonderful Live (2001).

## Riferimenti in altri media
La versione dei Rolling Stones fu utilizzata nel film Tornando a casa di Hal Ashby del 1978 con Jane Fonda e John Voight. Nel 2019 la canzone è parte della colonna sonora del film di Quentin Tarantino C'era una volta a... Hollywood, nella versione pubblicata nel 1975 nella compilation Metamorphosis.

## Formazione

### Versione originaria
- Mick Jagger - voce
- Keith Richards - chitarra, seconda voce
- Brian Jones - marimba, seconda voce
- Bill Wyman - basso
- Charlie Watts - batteria
- Ian Stewart - organo
- Jack Nitzsche - pianoforte

### Versione di Chris Farlowe
- Chris Farlowe - voce
- Albert Lee - chitarra acustica
- Ricky Chapman - basso
- Pete Solley - pianoforte
- Andy White - batteria, percussioni
- Mick Jagger - seconda voce
- Arthur Greenslade - archi